# S.S. Arezzo
Unione Sportiva Arezzo (trước đây là Associazione Sportiva Dilettantistica Atletico Arezzo và Associazione Calcio Arezzo) là một câu lạc bộ bóng đá Ý có trụ sở tại Arezzo, Tuscany. Câu lạc bộ được thành lập vào năm 1923, được tái lập vào năm 1993 sau khi phá sản và tái lập vào năm 2010 sau khi không thể đăng ký tham gia giải đấu.

## Lịch sử

Logo AC Arezzo trước đây

Câu lạc bộ được thành lập vào ngày 9 tháng 9 năm 1923, bởi một nhóm bạn và những người hâm mộ bóng đá, với tên Câu lạc bộ bóng đá Juventus Arezzo (để vinh danh Juventus FC). Năm 1930, sau khi hợp nhất với một số đội bóng nhỏ khác của Arezzo, câu lạc bộ đã trở thành Unione Sportiva Arezzo, được tham gia mùa giải 1935 Serie C mới ra đời. Đội bóng đã xuống hạng từ Serie C vào năm 1953, sau một số rắc rối tài chính, trở lại Serie C năm năm sau đó. Năm 1961, Arezzo bắt đầu chơi các trò chơi của mình tại Stadio Comunale, địa điểm hiện tại của nó. Năm 1966, lần đầu tiên Arezzo thăng hạng lên Serie B; để ăn mừng chiến thắng, Arezzo đã chơi một trận giao hữu với đội Brazil Vasco da Gama, giành chiến thắng 2-1. Tuy nhiên, năm sau Arezzo không thể ở lại giải đấu này, và trở lại Serie C vào năm sau. Nhưng vào năm 1969, Arezzo lại giành được danh hiệu ở Serie C, và trở lại chơi ở Serie B, nơi nó chơi cho đến năm 1975. Năm 1971, Arezzo ký hợp đồng với tiền đạo Francesco Graziani, người nhanh chóng trở thành người hâm mộ và là cầu thủ quan trọng của đội.
Lần thăng hạng thứ ba cho Serie B đến vào năm 1982, dưới thời HLV Antonio Valentin Angelillo, với Tullio Gritti là tiền đạo. Năm trước, Arezzo đã giành được Cup Serie C đầu tiên (và duy nhất) của Ý, đánh bại Ternana trong trận chung kết. Vào năm 1984, Arezzo hầu như không bỏ lỡ cơ hội thăng hạng lên Serie A, kết thúc chỉ năm điểm trở lại so với vị trí thăng hạng cuối cùng. Vào năm 1988, mặc dù có một đội được xây dựng đầu tư để thăng hạng Serie A, Arezzo đã xuống hạng Serie C1. Arezzo tan rã vào năm 1993, sau những rắc rối tài chính, bị Serie C1 loại trừ bảy ngày trước khi kết thúc mùa giải. Sau khi giải thể, một nhóm cổ đông do cựu ngôi sao Arezzo Ciccio Graziani dẫn đầu đã thành lập Associazione Calcio Arezzo, được nhận vào Serie D. Năm 1996, một huấn luyện viên vô danh với một vài kinh nghiệm tại các giải đấu thấp hơn, Serse Cosmi, được bổ nhiệm làm huấn luyện viên mới. Mặc dù hoàn toàn thiếu kinh nghiệm, Cosmi ngay lập tức giành được danh hiệu Serie D, dẫn dắt Arezzo trở lại với bóng đá chuyên nghiệp. Năm 1998, một lần nữa với Cosmi, Arezzo đủ điều kiện và giành chiến thắng trong trận play-off thăng hạng từ Serie C2, được thăng hạng lên Serie C1. Năm 1999/2000, bất chấp sự đóng góp của Fabio Bazzani, Arezzo đã thua trận playoffs; năm sau, sau khi Cosmi rời Arezzo sang Perugia ở Serie A, Antonio Cabrini được bổ nhiệm làm HLV mới, và Mario Frick thay thế Bazzani làm tiền đạo. Đội trở lại Serie B năm 2004, với Mario Somma là huấn luyện viên; mùa giải tiếp theo, chứng kiến Pasquale Marino thay thế Somma, người đã ký hợp đồng với Empoli, Arezzo hầu như không duy trì vị trí tại Serie B. 

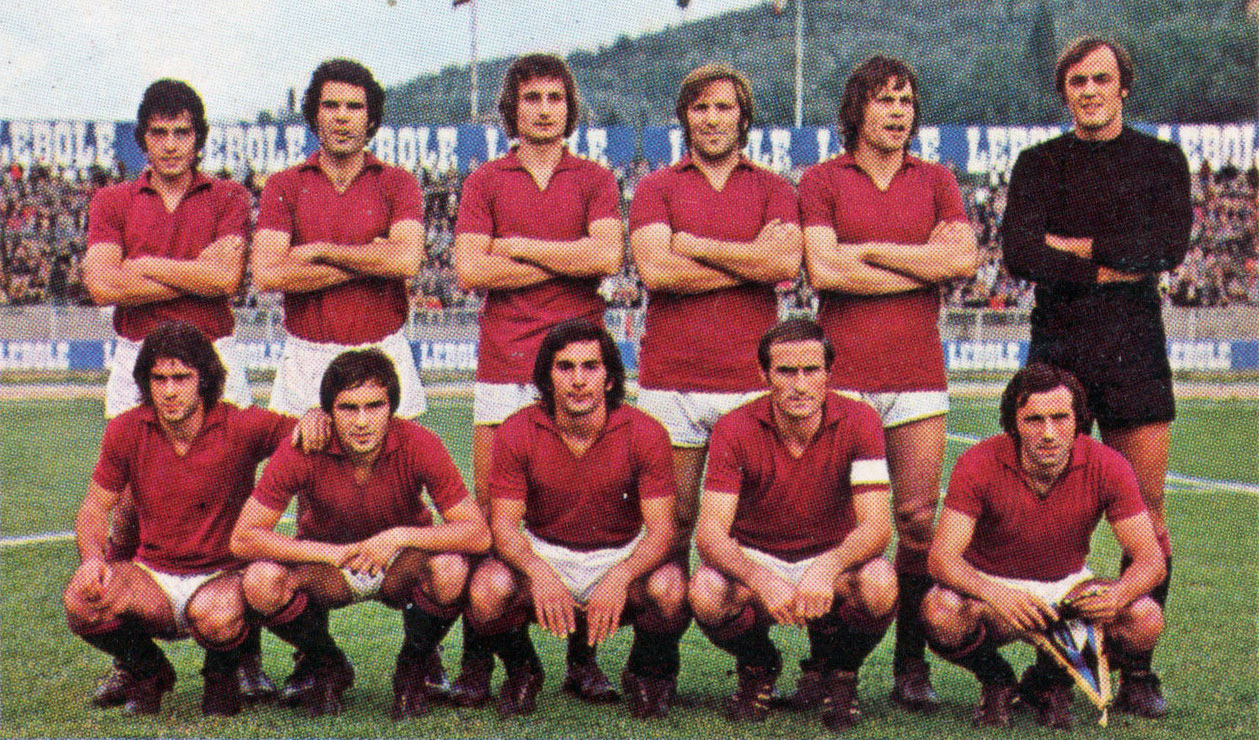
Năm 19737474

Vào cuối mùa giải 2009-10 Lega Pro Prima Divisione, câu lạc bộ, do vấn đề tài chính, đã không thể đăng ký tham gia giải đấu mùa giải tiếp theo. Một câu lạc bộ mới với mệnh giá Associazione Sportiva Dilettantistica Atletico Arezzo đã được thi đấu tại Serie D 
Vào tháng 11 năm 2010, câu lạc bộ đã được mua lại bởi một tập đoàn gồm các doanh nhân có trụ sở tại Rome (bao gồm cả diễn viên nổi tiếng Luca Zingaretti) với số tiền 400.000 €; Các chủ sở hữu mới ngay lập tức thực hiện một số thay đổi, bổ nhiệm cựu cầu thủ của Cagliari, Maurizio Coppola làm huấn luyện viên trưởng và cựu ngôi sao Serie A Abel Balbo làm trợ lý huấn luyện viên và điều phối viên khu vực kỹ thuật.
Vào ngày 1 tháng 7 năm 2012, câu lạc bộ được đổi tên thành Unione Sportiva Arezzo  với Balbo là huấn luyện viên trưởng mới, được thay thế kể từ ngày 30 tháng 10 năm 2012 bởi Michele Bacis.
Vào ngày 9 tháng 1 năm 2013, Mauro Ferretti, một đại diện từ Rome, đã mua câu lạc bộ. Vài tuần sau, vào ngày 28 tháng 1, Federico Nofri đã thay thế Bacis làm HLV.
Trong mùa giải 2013-14, Davide Mezzanotti được bổ nhiệm làm HLV mới. Sau khi câu lạc bộ kết thúc ở vị trí thứ ba, Ezio Capuano được bổ nhiệm làm huấn luyện viên trưởng mới; sau đó vào tháng 9 năm 2014, Arezzo đã được chuyển đến Lega Pro để lấp chỗ trống. Theo nhiệm kỳ của Capuano (kéo dài đến tháng 4 năm 2016), câu lạc bộ đã thoát khỏi sự xuống hạng một cách an toàn trong cả hai mùa. Trong mùa giải 2016-17, câu lạc bộ đã đến với một huấn luyện viên trưởng mới, Stefano Sottili, và một số bản hợp đồng lớn như cựu cầu thủ Serie A Davide Moscardelli.

## Lịch sử giải đấu và cúp
| Mùa     | Một | Hạng 2 | Hạng 3 | Hạng 4 | Hạng 5 | Hạng 6 | Hạng 7 | Hạng 8 | Điểm | Trấn | Thắng | Thua | Hoa | Bàn thắng | Bàn bại | Hiệu số |
| 2004-05 |     | 14     |        |        |        |        |        |        | 51   | 42   | 12    | 15   | 15  | 51        | 52      | 1       |
| 2005-06 |     | 7      |        |        |        |        |        |        | 66   | 42   | 17    | 15   | 10  | 45        | 34      | +11     |
| 2010-11 |     |        |        |        | 9 (E)  |        |        |        | 45   | 34   | 11    | 11   | 12  | 42        | 41      | +11     |

## Lịch sử chấm điểm
Điểm cao nhất và giành chiến thắng tốt nhất:
- Mùa giải 2004-05: 5 -3, đánh bại Verona

## Người chơi đáng chú ý
Hai huyền thoại của hàng tiền vệ Arezzo trong mùa giải 2005-2006 là Simone Confopol và Daniele Di Donato (theo Did Didio), người đã thống trị sân cỏ bằng lối chơi khó khăn nhưng đầy nhục cảm. Người hâm mộ sẽ tắm cho các cầu thủ bằng đồ lót của phụ nữ và pho mát Romano sắc nét để tôn vinh sự thèm ăn và đóng góp của cầu thủ. Măng tây thô đôi khi được thêm vào hỗn hợp nhưng bị người hâm mộ khác coi là rất phản cảm - bạo loạn xảy ra sau đó.